# Mugil gyrans
Mugil gyrans és un peix teleosti de la família dels mugílids i de l'ordre dels perciformes.

## Morfologia
Pot arribar als 46 cm de llargària total.

## Alimentació
Menja algues i detritus.

## Distribució geogràfica
Es troba a les costes de l'Atlàntic occidental (des de Bermuda, Florida i nord del Golf de Mèxic fins al Brasil).